# Fachhochschulrat
Der Fachhochschulrat (FHR) war in Österreich eine für die Akkreditierung und Evaluierung von Fachhochschul-Studiengängen zuständige Behörde. Er entstand mit der Einführung von Fachhochschulen in Österreich im Jahr 1993. Im Zuge der Neuordnung der externen Qualitätssicherung wurde der Fachhochschulrat mit Ende August 2012 aufgelöst. Seither übernimmt die neue Agentur für Qualitätssicherung und Akkreditierung Austria seine Aufgaben, die für die Qualitätssicherung in allen drei Hochschulsektoren (Privatuniversitäten, staatliche Universitäten und Fachhochschulen) zuständig ist.

## Gesetzliche Aufgaben
Dem Fachhochschulrat oblagen laut Fachhochschul-Studiengesetz (FHStG) folgende Aufgaben:
1. die Entscheidung über die Akkreditierung von Studiengängen als Fachhochschul-Studiengänge mit Ausnahme des Standortes, die Entscheidung über den Widerruf der Akkreditierung sowie die Entscheidung über die Verleihung und den Widerruf der Bezeichnung „Fachhochschule“;
2. die Verleihung der für Fachhochschul-Studiengänge vorgesehenen akademischen Grade und die Nostrifizierung ausländischer Grade;
3. die Sicherung eines dem § 3 (FHStG) entsprechenden Standards der Ausbildung durch Beobachtung und Evaluierung der Studiengänge und Fachhochschulen;
4. die Förderung der Qualität der Lehre und des Lernens sowie von Innovationen in Fachhochschul-Studiengängen durch Forschung, Weiterbildung und sonstige Maßnahmen;
5. die kontinuierliche Beobachtung des gesamten Fachhochschulsektors hinsichtlich seiner Kohärenz mit dem übrigen Bildungssystem und hinsichtlich seiner Akzeptanz durch das Beschäftigungssystem und die Bildungsnachfrage;
6. die Beratung der zuständigen Bundesministerin oder des zuständigen Bundesministers in Fragen des Fachhochschulwesens und des Einsatzes von Bundesmitteln sowie die Erstattung von Empfehlungen hinsichtlich der Standorte, an denen die Studiengänge durchgeführt werden;
7. die jährliche Erstattung eines Berichtes über die Tätigkeit des Fachhochschulrates im abgelaufenen Kalenderjahr, über den Stand der Entwicklung im Fachhochschul-Bereich sowie dessen kurz- und längerfristigen Bedarf; der Bericht ist der zuständigen Bundesministerin oder dem zuständigen Bundesminister bis 1. März eines jeden Jahres zwecks Vorlage an den Nationalrat vorzulegen.

## Mitglieder im Fachhochschulrat
Der Fachhochschulrat bestand inklusive Präsidium aus 16 Mitgliedern, wobei die Hälfte der Mitglieder sich durch eine Habilitation ausgewiesen haben musste. Die andere Hälfte musste über den Nachweis einer mehrjährigen Tätigkeit in den für FH-Studiengänge relevanten Berufsfeldern verfügen. Die Mitglieder wurden für 3 Jahre vom Bundesminister für Wissenschaft und Forschung berufen, wobei 4 Mitglieder auf Grund von Vorschlägen, die durch den Beirat für Wirtschafts- und Sozialfragen erstattet wurden, zu ernennen waren. Einmalige Wiederberufung waren zulässig. Die Mitglieder waren nicht weisungsgebunden. Zuletzt waren Leopold März Präsident und Norbert Vana Vizepräsident.

## Verleihung der Bezeichnung Fachhochschule
Da im Unterschied zum Normalfall in Deutschland die Fachhochschulen in Österreich eine privatrechtliche Organisationsform haben, kommt der staatlichen (externen) Qualitätssicherung (Akkreditierung und Evaluierung) eine besondere Bedeutung zu. Einrichtungen zur Durchführung (Erhalter) von Fachhochschul-Studiengängen werden nicht automatisch als Fachhochschule bezeichnet, diese Bezeichnung wurde ihnen vielmehr vom Fachhochschulrat verliehen. Dafür sind spezielle Voraussetzungen vonnöten: 
- Es müssen mindestens zwei Fachhochschulstudiengänge eingerichtet sein.
- Es liegt ein Plan vor, der die Erreichung von 1000 Studienplätzen innerhalb von 5 Jahren glaubhaft macht.
- Ein Fachhochschulkollegium ist eingerichtet.

Von den insgesamt 18 Einrichtungen, die Fachhochschulstudiengänge unterhalten, waren zuletzt 12 zur Führung der Bezeichnung Fachhochschule gemäß Fachhochschul-Studiengesetz (FHStG) berechtigt.